# Tephrocactus articulatus
Tephrocactus articulatus ist eine Pflanzenart in der Gattung Tephrocactus aus der Familie der Kakteengewächse (Cactaceae). Das Artepitheton articulatus stammt aus dem Lateinischen, bedeutet ‚gegliedert‘ und verweist auf die Triebe der Art.

## Beschreibung
Tephrocactus articulatus wächst aufrecht, ist locker verzweigt und erreicht Wuchshöhen von 30 bis 60 Zentimetern (selten bis 120 Zentimeter). Die etwa kugelförmigen bis kurz zylindrischen oder keulenförmigen Triebsegmente sind bis 10 Zentimeter lang (oder länger) und weisen Durchmesser von 3 bis 5 Zentimetern auf. Die deutlichen Höcker stehen in gut sichtbaren Spiralen. Pro Triebsegment sind 3 bis 40 Areolen vorhanden, die gleichmäßig verteilt sind. Dornen entspringen entweder allen Areolen, oder nur denen in der oberen Segmenthälfte. Sie können auch ganz fehlen. Die roten bis etwas purpurschwarzen Glochiden sind tief in die Triebsegmente eingesenkt. Sie sind vor allem an den unteren Areolen sehr zahlreich. Die 1 bis 4 (selten bis 8) biegsamen Dornen, die auch fehlen können, sind abgeflacht und manchmal papierartig. Sie sind bis 10 Zentimeter (selten bis 15 Zentimeter) lang und 4 Millimeter (selten bis 12 Millimeter) breit.
Die weißen bis etwas rosafarbenen Blüten sind bis 4,5 Zentimeter lang und erreichen Durchmesser von 3 bis 8 Zentimetern. Ihr Perikarpell ist mit Areolen bedeckt, die jedoch keine Dornen tragen. Die kugelförmigen bis tönnchenförmigen bis verkehrt konischen Früchte sind bis 3 Zentimeter lang. Sie sind dünnwandig, trocken und tragen meist keine Dornen.

## Verbreitung, Systematik und Gefährdung
Tephrocactus articulatus ist in Argentinien auf steinigen bis sandigen Ebenen und Hängen in Höhenlagen von 500 bis 1800 Metern verbreitet. Das Verbreitungsgebiet erstreckt sich im Süden von Salta bis Mendoza und im Osten bis Santiago del Estero, Córdoba und San Luis.
Die Erstbeschreibung als Cereus articulatus erfolgte 1837 durch Ludwig Georg Karl Pfeiffer. Curt Backeberg stellte die Art 1953 in die Gattung Tephrocactus. Ein weiteres nomenklatorisches Synonym ist Opuntia articulata (Pfeiff.) D.R.Hunt (1987).
Tephrocactus articulatus ist sehr variabel. Es existieren zahlreiche Taxonomische Synonyme, darunter Opuntia diademata Lem. (1838).
In der Roten Liste gefährdeter Arten der IUCN wird die Art als „Least Concern (LC)“, d. h. als nicht gefährdet geführt. Die Entwicklung der Populationen wird als stabil angesehen.

## Nachweise